# Léon Gambetta (croiseur cuirassé)
Le Léon Gambetta est un croiseur cuirassé construit pour la Marine française au début du XXe siècle. Navire de tête de la classe du même nom, il est coulé le 27 avril 1915 en mer Adriatique, ce qui constitue pour la marine nationale sa seconde perte d'un navire durant la Première Guerre mondiale, après celle du Bouvet, mais aussi une de ses plus grandes tragédies de son histoire avec la mort de près de 700 marins français.

## Naufrage
| ° |

| ° |

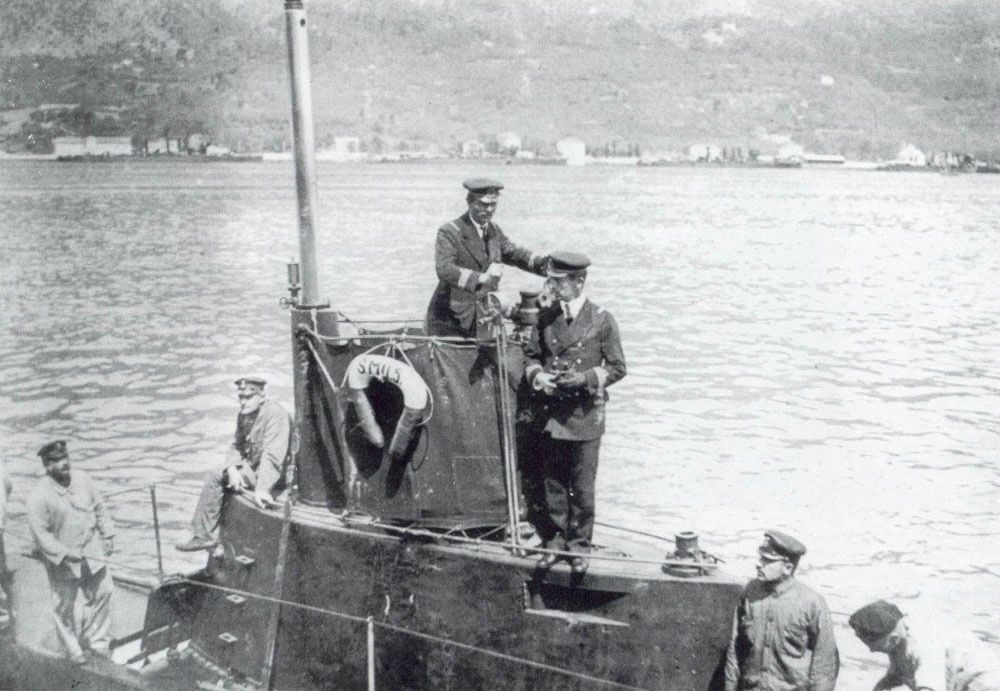
Georg Johannes von Trapp sur le pont du U-5

De 1914 à 1915, basé à Malte, le Léon Gambetta évolue en mer Adriatique, participant au blocus de la Marine austro-hongroise, dans la 2e escadre légère du contre-amiral Victor Sénès.
Le 27 avril 1915, à 00h40, le croiseur Léon Gambetta, commandé par le capitaine de vaisseau André, mais à bord duquel se trouve aussi le contre-amiral Sénès, est torpillé par deux fois par le sous-marin autrichien U-5 (240 tonnes en surface, 32 m de long) entré en service en 1910 commandé par le capitaine de corvette Georg von Trapp à l’entrée du canal d’Otrante en mer Adriatique à quatorze milles nautiques du cap Santa Maria di Leuca (Pouilles, côte italienne) alors qu'il naviguait à 6 nœuds au nord-nord-est. Les antennes TSF tombent dès les explosions empêchant l’envoi de messages de détresse.
Le navire, venant de Malte, devait protéger les cargos chargés de ravitailler le Monténégro. Le bâtiment prend rapidement de la bande. Un seul canot peut être mis à l’eau ainsi que la vedette de l'amiral mais celle-ci sombre rapidement avec 150 hommes à bord. Le canot est prévu pour 58 hommes, mais 108 marins parviennent à y prendre place, et comme le temps est beau, ils font route aussitôt vers la côte italienne. Il est 2 h. Le canot atteindra miraculeusement le village de Santa Maria vers 8 heures du matin. L’alerte aussitôt donnée, de Tarente et de Brindisi, des torpilleurs se portent sur les lieux du drame. Des 500 hommes qui se trouvaient à l’eau à minuit, ils ne retrouvent que 29 survivants épuisés (soit en tout 137 survivants). On ne retrouve aucun officier. Le capitaine de vaisseau André, le lieutenant Ballande et l’amiral Sénès sont parmi les 684 morts (dont 92 finistériens) parmi les 821 officiers et hommes d’équipage.
L’Italie ayant déclaré sa neutralité en août 1914 lors du déclenchement de la Première Guerre mondiale, les autorités italiennes durent brièvement interner les survivants du 27 avril 1915 au 30 mai 1915 selon les termes de la convention de La Haye, même si le gouvernement venait de signer en secret le Pacte de Londres conclu le 26 avril 1915, engageant le pays dans la guerre aux côtés des pays de la Triple-Entente dans un délai d'un mois.
Un article du journal East Oregonian du 29 avril 1915 (Daily Evening Edition) qui rapportait cette attaque en première page, disait entre autres (traduction de l'anglais) : « Milan, 29 avril.  Pratiquement, la totalité du tribord du croiseur français Léon Gambetta a été détruite par la torpille lancée par un sous-marin autrichien, laquelle a envoyé le vaisseau par le fond au large de Otranto. C'est la nouvelle qui nous est parvenue ici avec des détails d'héroïsme des officiers qui se laissèrent couler sur leur vaisseau avec des Vive la France aux lèvres. Au moment même où l'eau se refermait sur eux les cris de Vive la France s'élevèrent des officiers restés sur la passerelle jusqu'au bout. »
Un article du Petit Journal du 5 mai 1915 illustre cet épisode avec un dessin et le texte :« L'équipage dormait quand se produisit le torpillage. En moins de cinq minutes tous les hommes furent rassemblés sur le pont. On lança les chaloupes à la mer, mais l'obscurité était complète; plusieurs embarcations chavirèrent. Le croiseur s'inclinait rapidement, et au bout de dix minutes il s'engloutissait dans les flots.
Au moment où le croiseur allait disparaître, les officiers, refusant de chercher à sauver leur vie, se réunirent sur la passerelle et se laissèrent engloutir au cri de "Vive la France". »

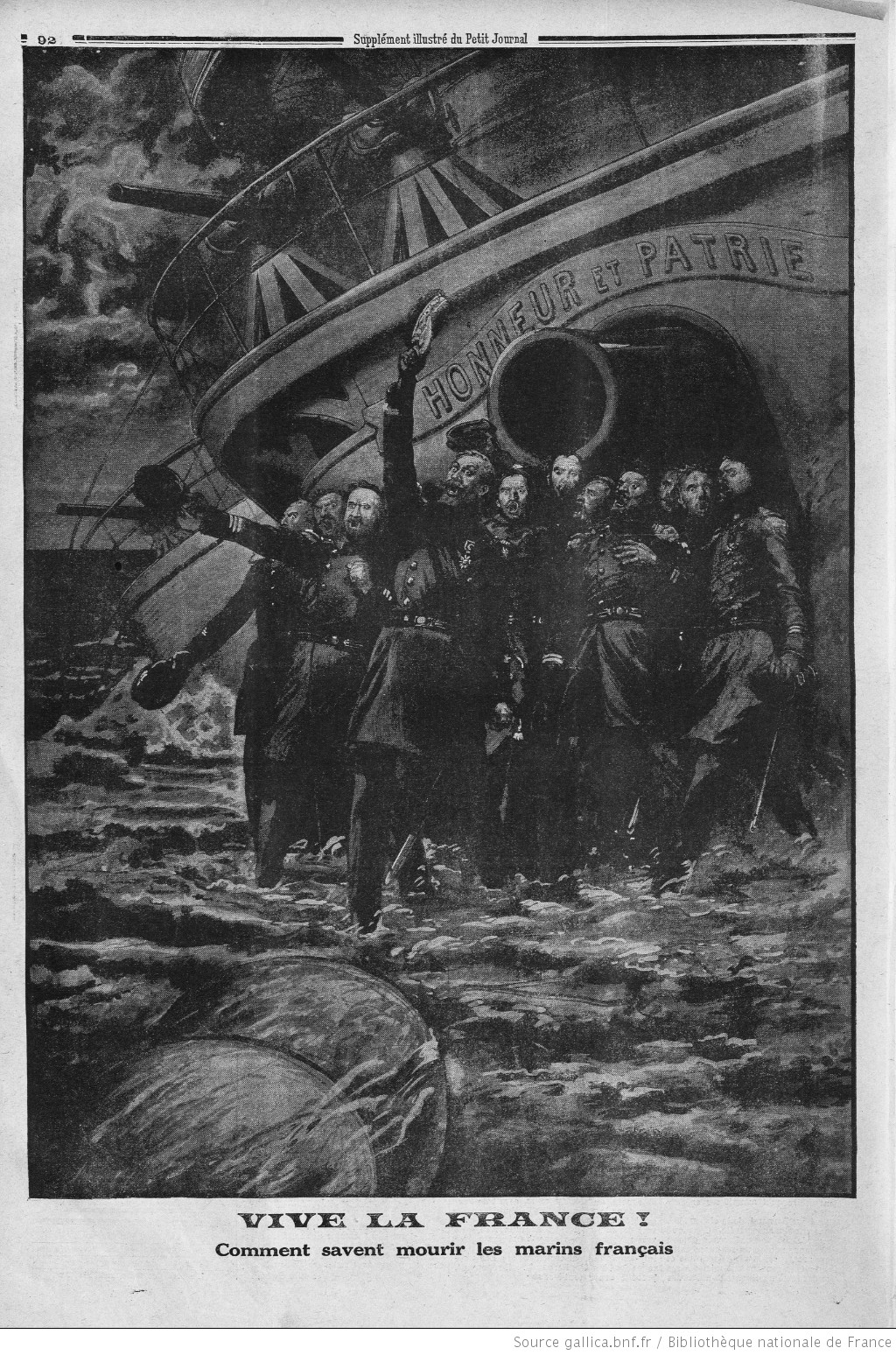
Gravure du Petit Journal du 5 mai 1915 : « Comment savent mourir les marins français » Source gallica.bnf.fr / Bibliothèque nationale de France

## Personnalités
- Georges Henri Marie Nicolas André
- Charles Adolphe Ballande
- Victor Sénès

### Note et référence
- (en) Cet article est partiellement ou en totalité issu de l’article de Wikipédia en anglais intitulé « Léon Gambetta-class cruiser » (voir la liste des auteurs).

1. ↑   « Il y a 100 ans, le Léon-Gambetta coulait au large de l'Italie », France Info, lundi 27 avril 2015.
2. ↑  la fin du Léon Gambetta
3. ↑  « Le 26 avril 1915 - Le torpillage du croiseur cuirassé « Léon-Gambetta » », sur Au fil des mots et de l'histoire (consulté le 15 juin 2023).
4. ↑  http://www.ancestramil.fr/uploads/01_doc/marine/batailles_navales/torpillage_du_leon_gambetta_1915.pdf
5. ↑  François-Xavier Bernard, Le sauvetage et l’internement des rescapés du Léon Gambetta 27 avril - 30 mai 1915, "Cahiers de la Méditerranée", no 81, année 2010, pages 121-132, consultable http://cdlm.revues.org/5512